# Rhagodeya nigra
Rhagodeya nigra är en spindeldjursart som beskrevs av Lodovico di Caporiacco 1937. Rhagodeya nigra ingår i släktet Rhagodeya och familjen Rhagodidae. Inga underarter finns listade i Catalogue of Life.